# بیلا تسرکوا
بیلا تسِرکُوا یا سِرکُوا (به روسی: Біла Церква) شهری در استان کیف در کشور اوکراین است. جمعیت این شهر ۲۰۸,۷۳۷ نفر (۲۰۲۱ تخمینی)است.

## نگارخانه

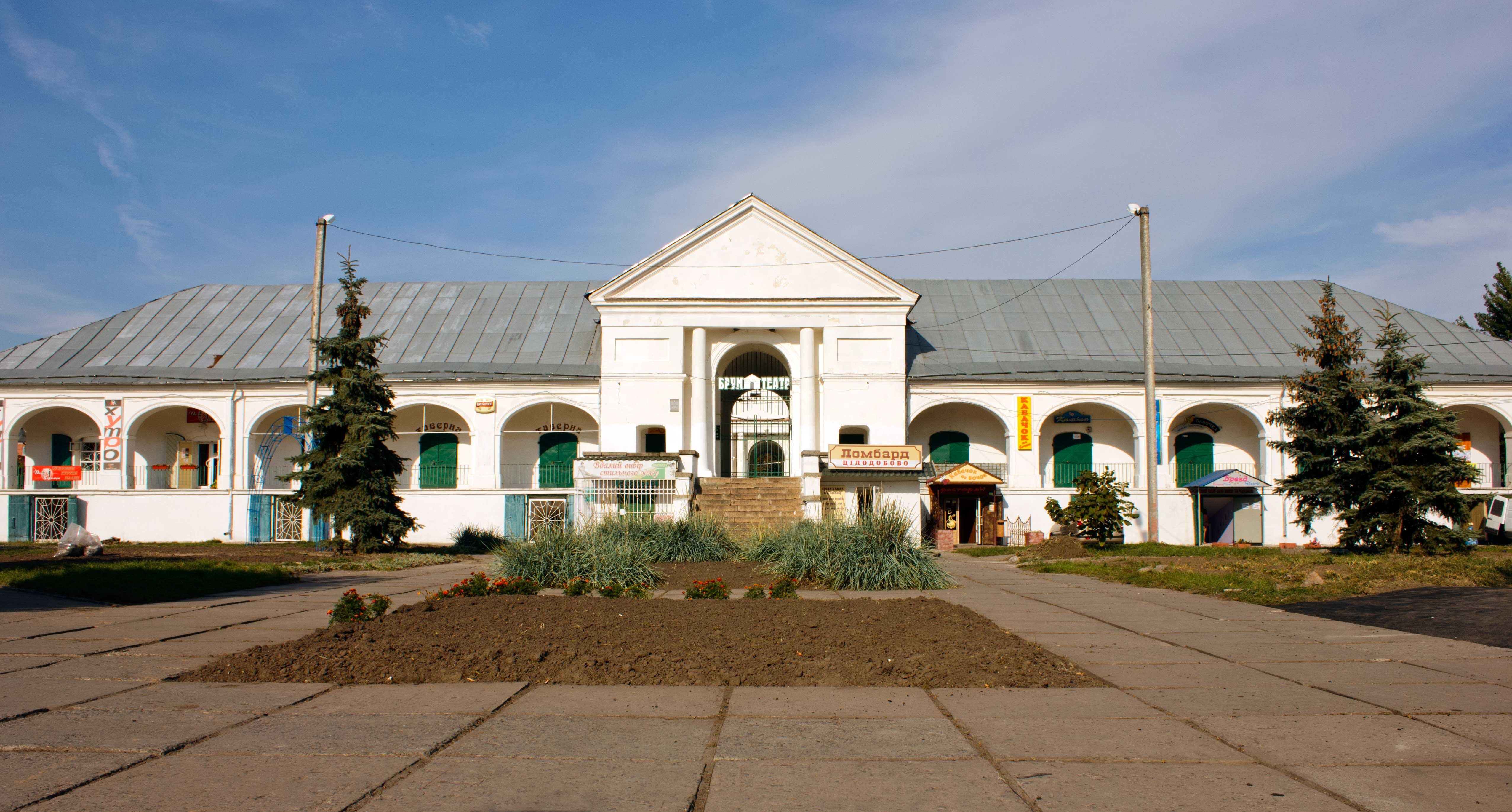
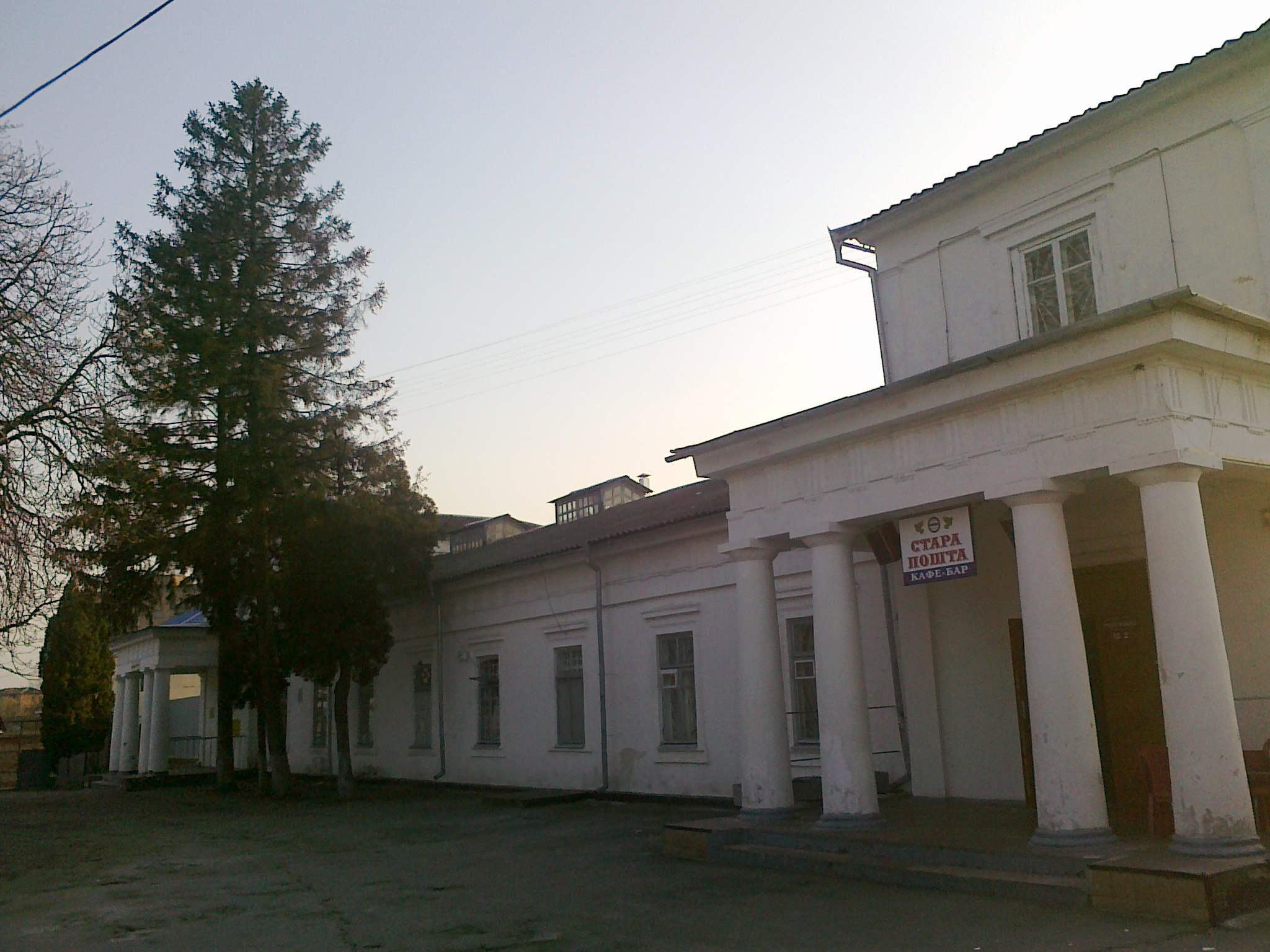
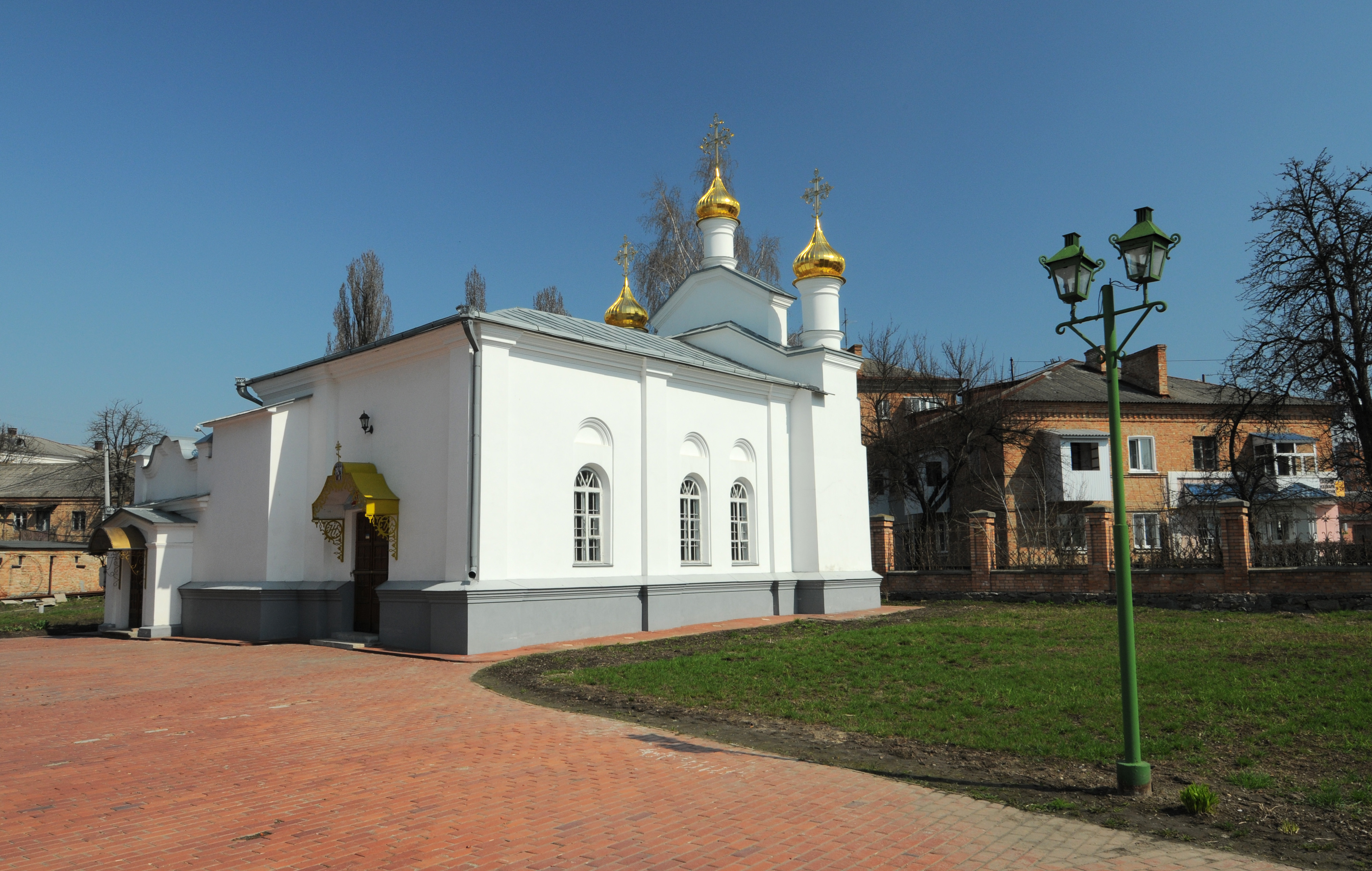
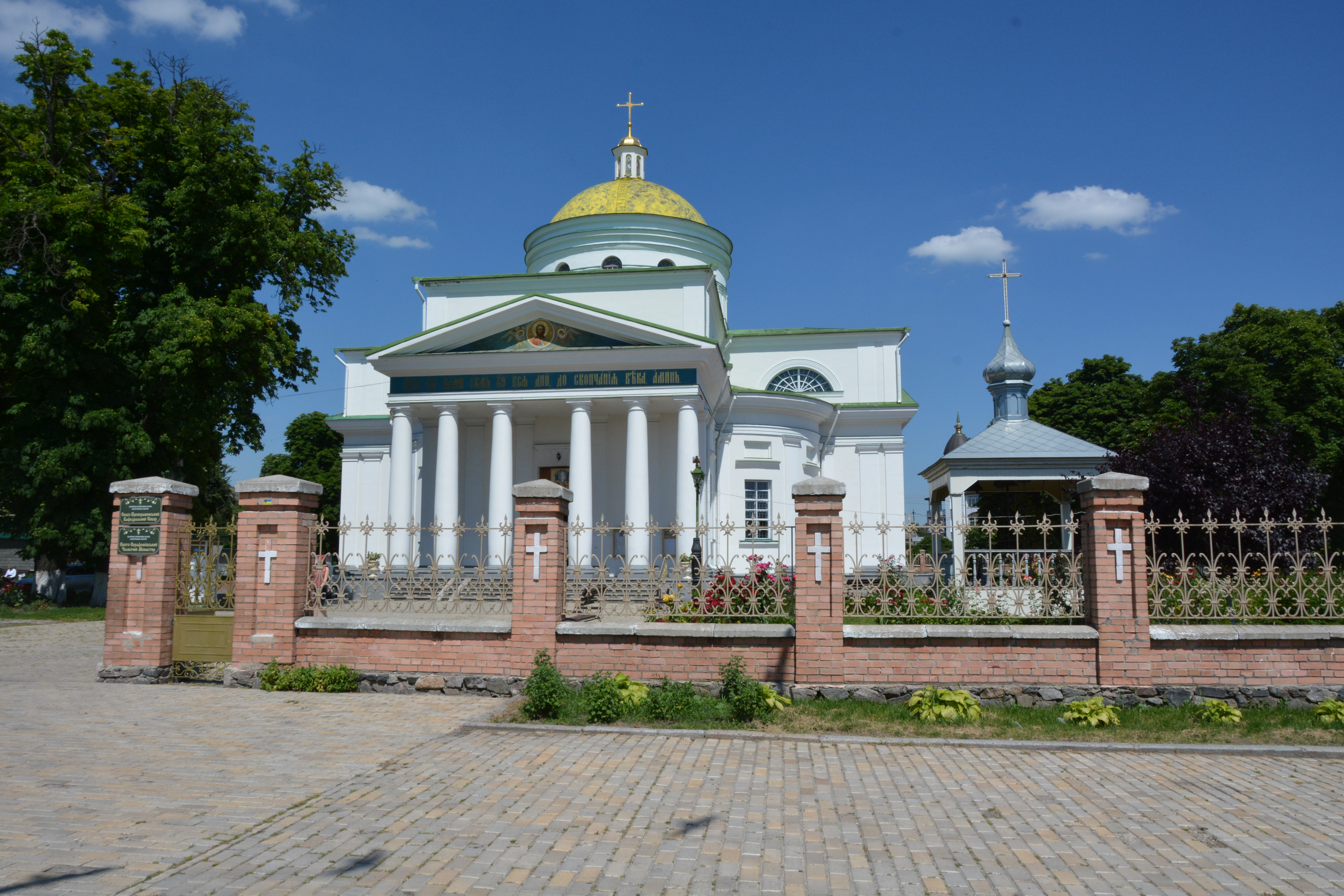
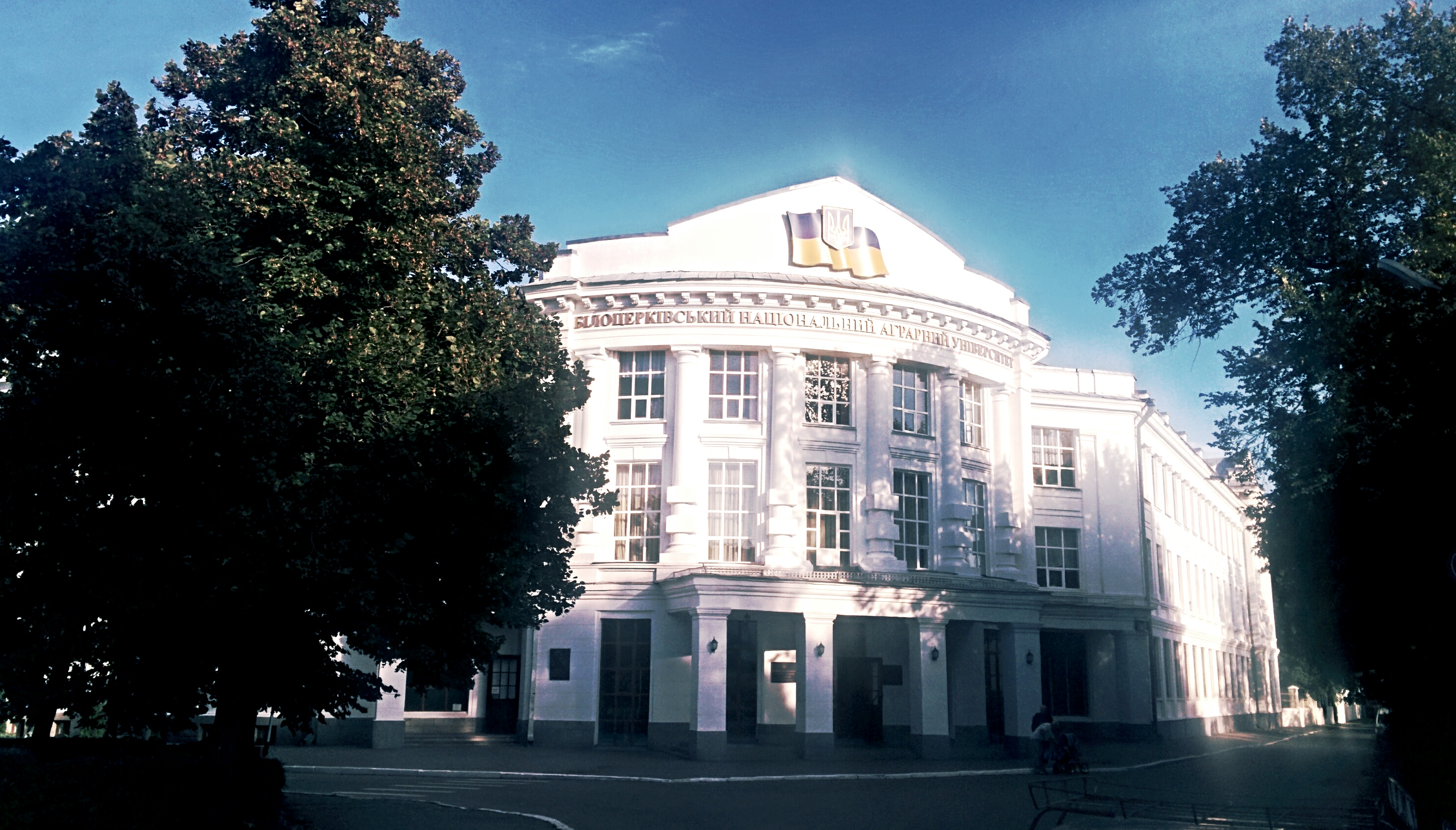
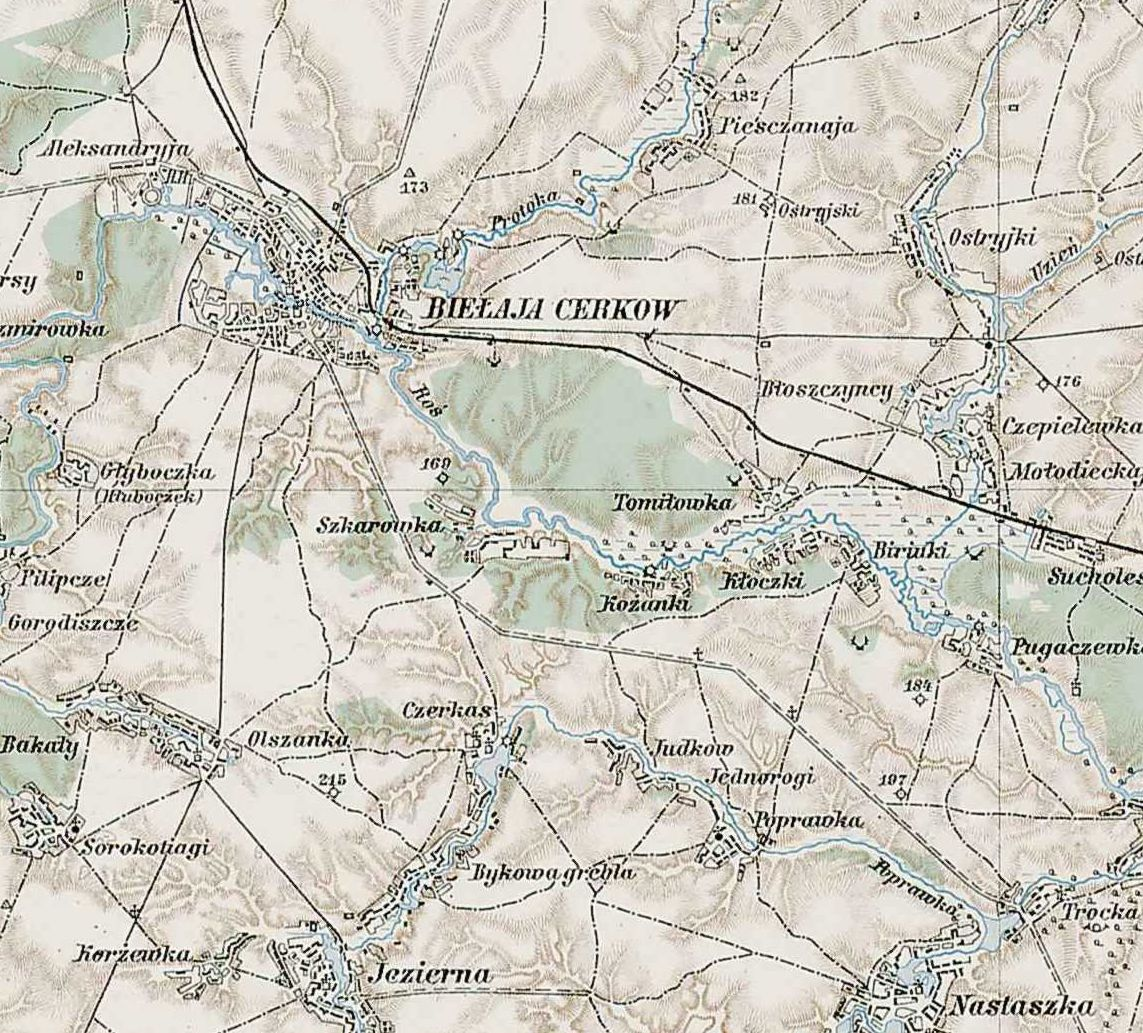
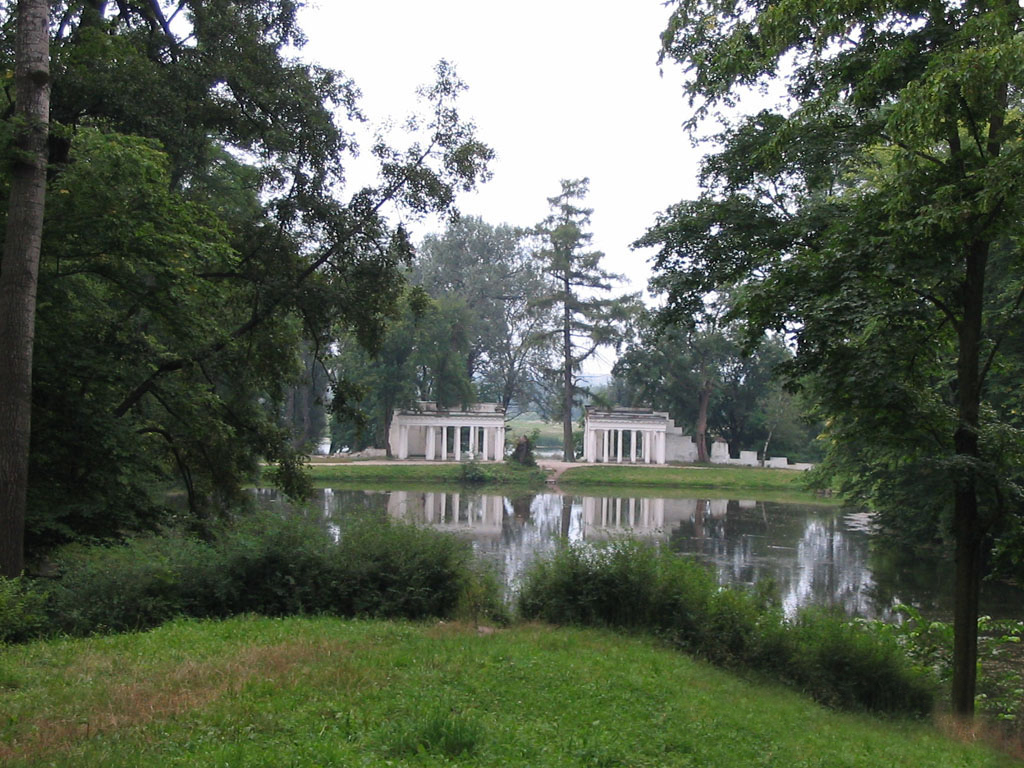
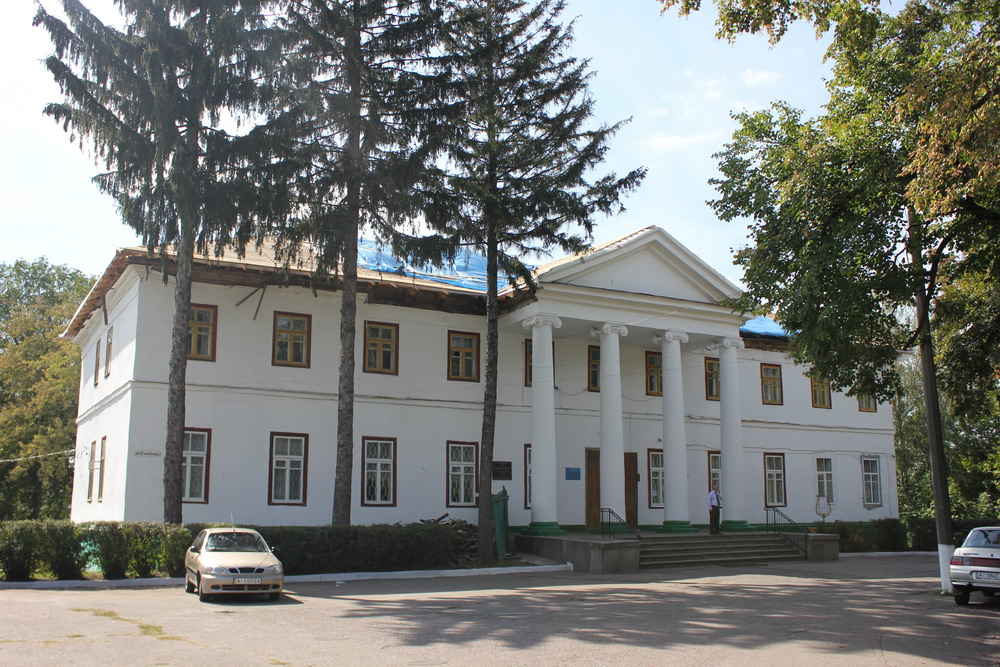
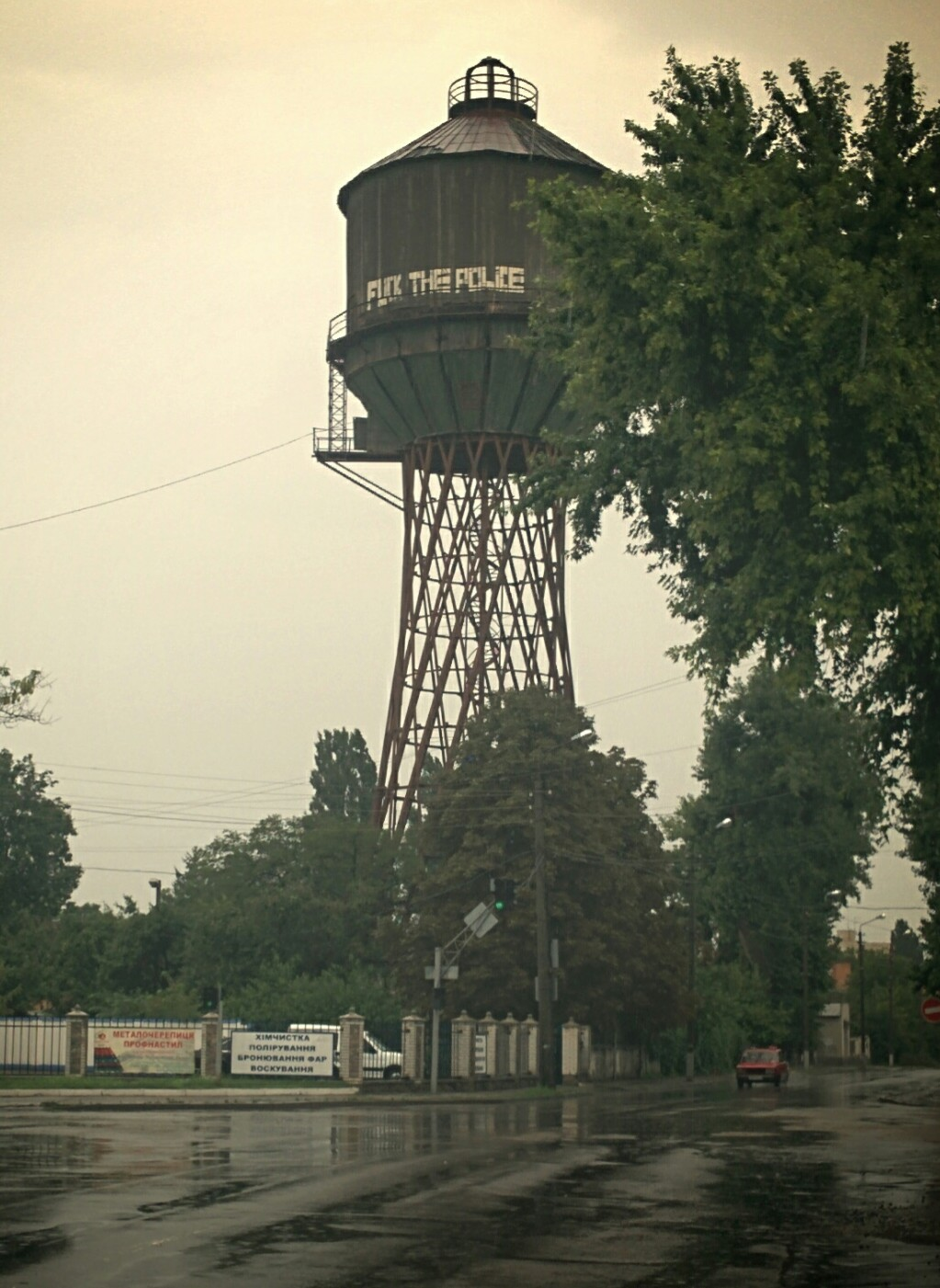
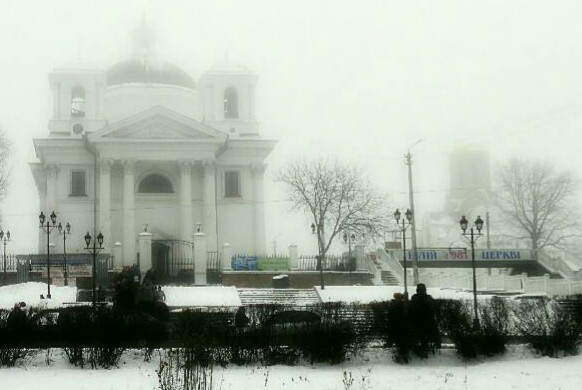
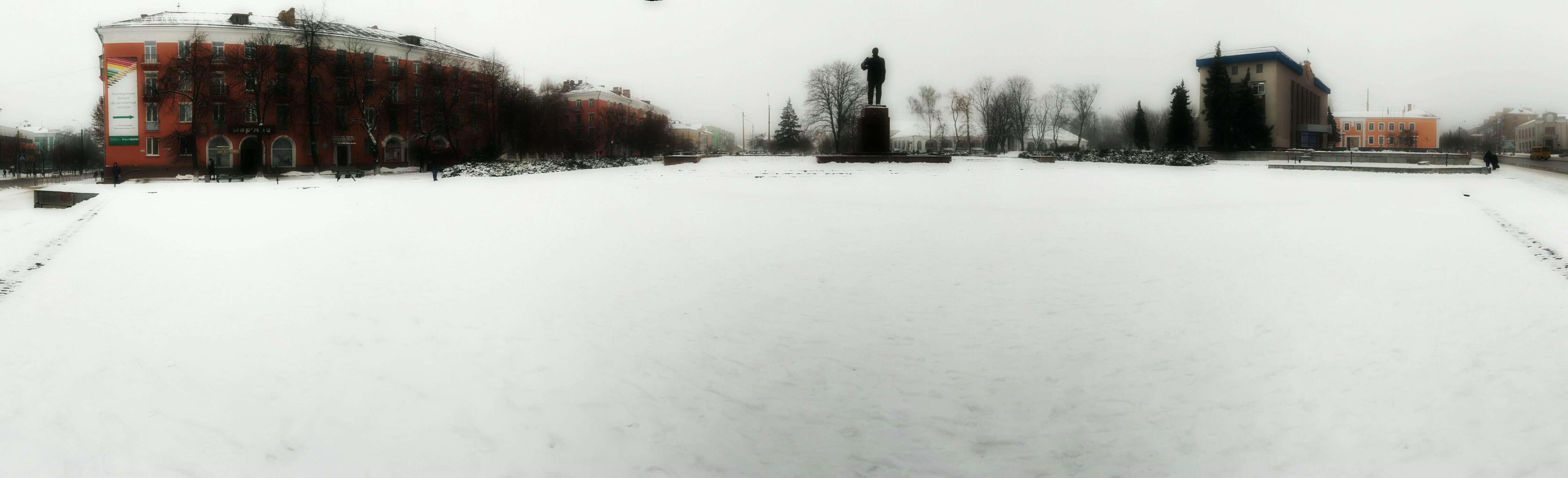
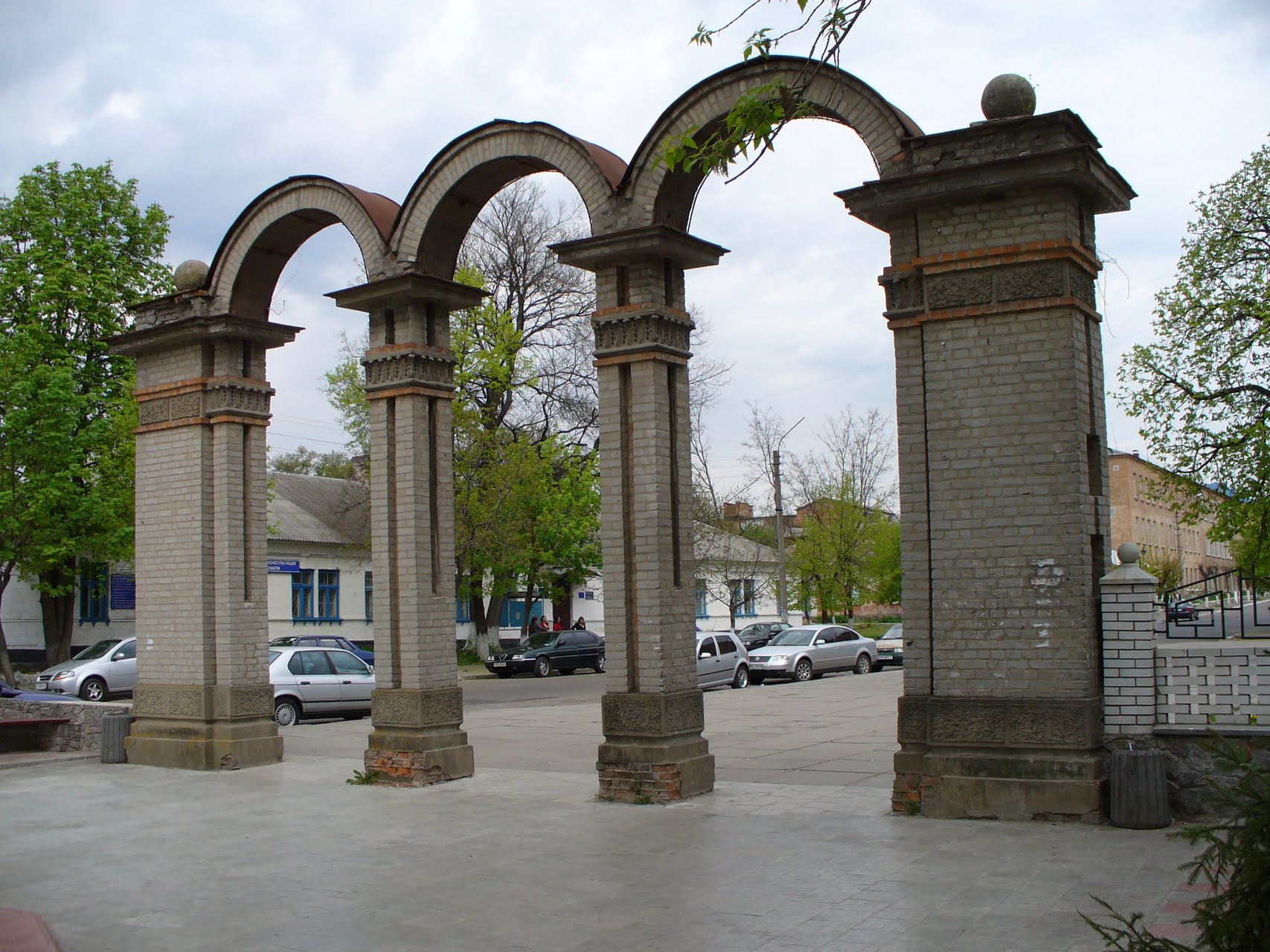
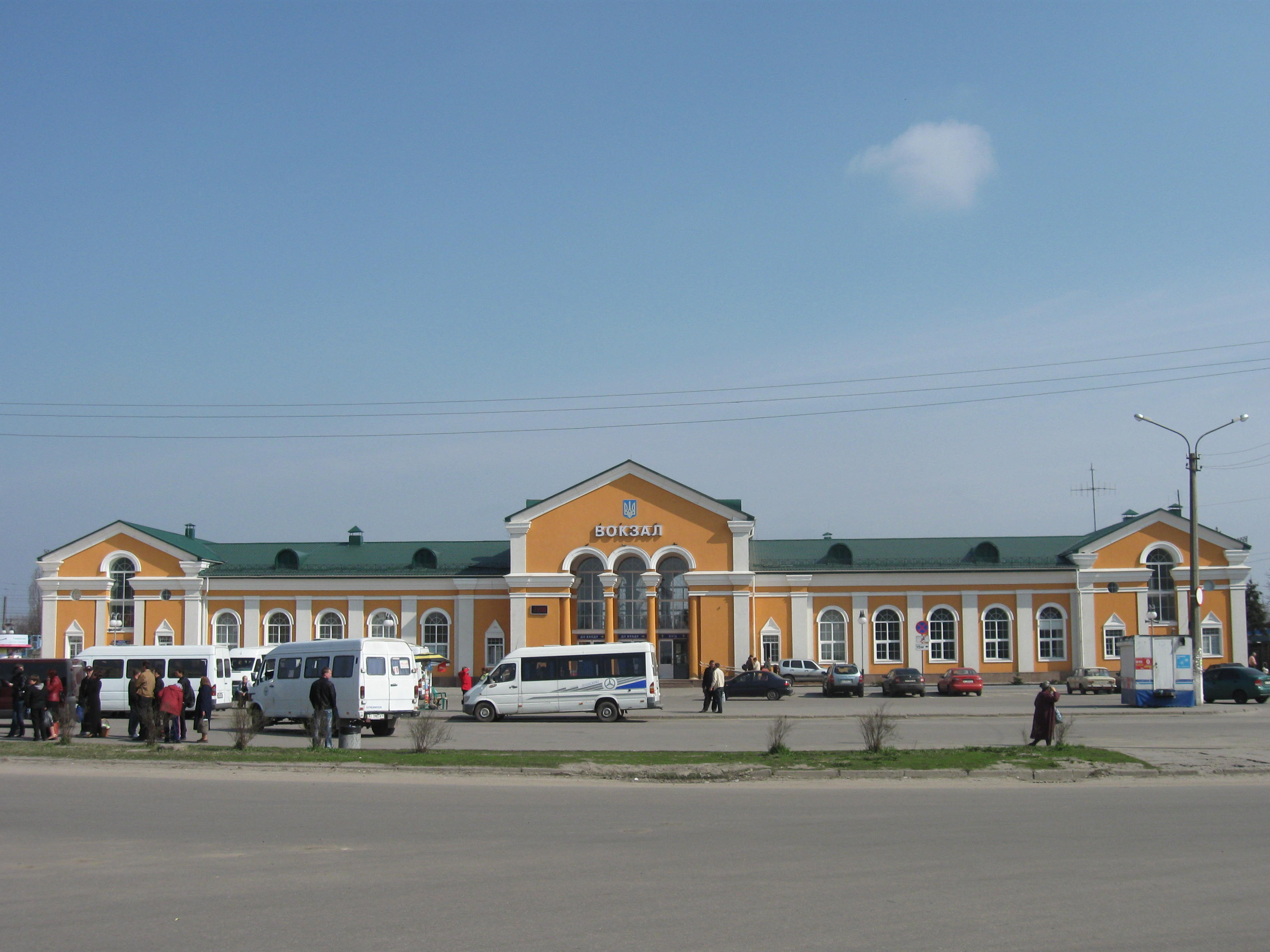
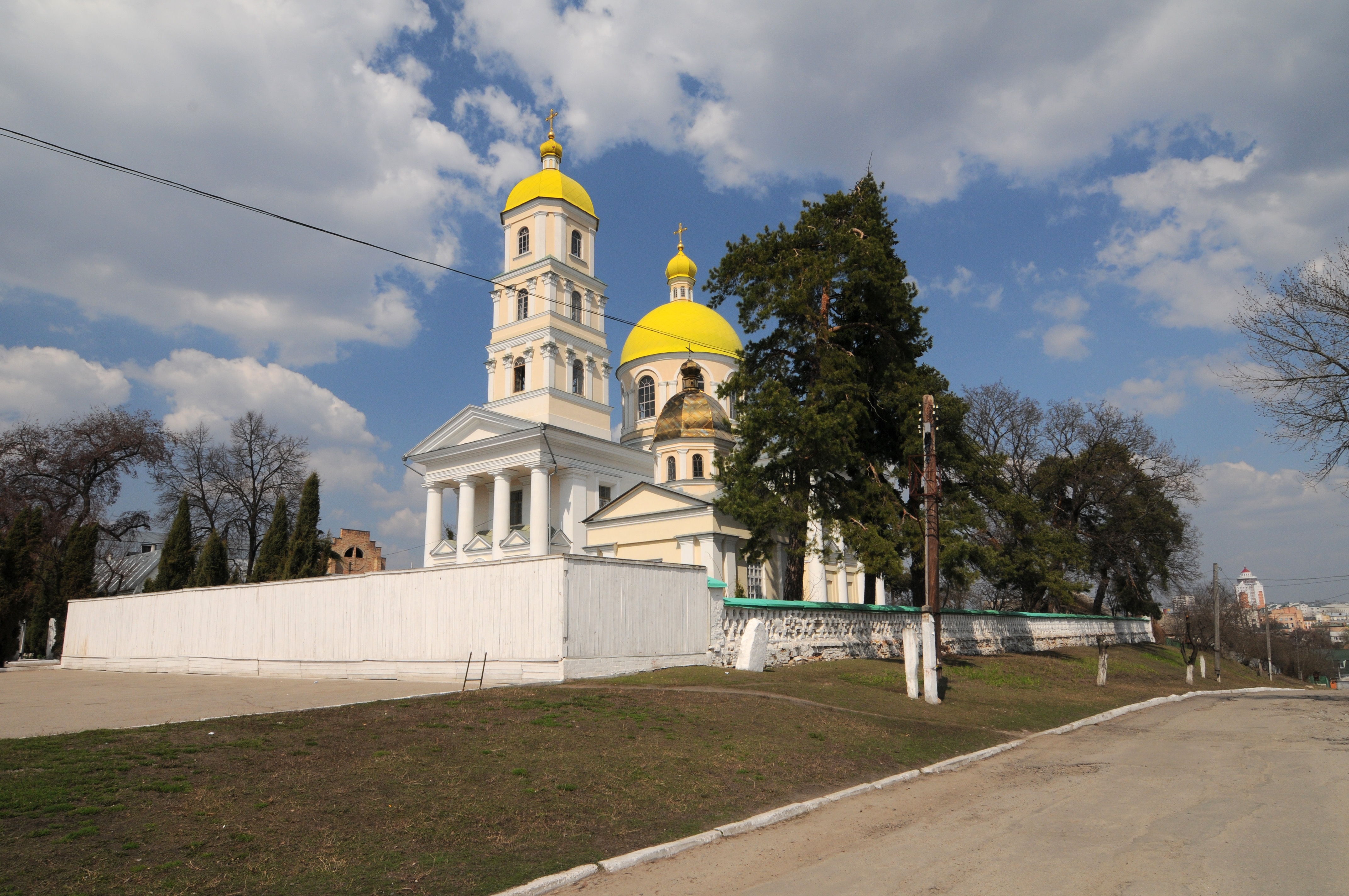